# オンリー・ピープル
オンリー・ピープル（Only People）1973年に発表されたジョン・レノンの個人名義第3弾アルバム『マインド・ゲームス』に収録された楽曲。
「ブリング・オン・ザ・ルーシー」と共に収録アルバムの中でプロテスト色の強い曲だが当然ながらアプローチは違う。この曲は直訳すると「多くの人間」。ジョンは“多くの人間は革命を起こすべく参加しようではないか!!”と呼びかけている。すなわちこの曲は革命をテーマにした曲なのである。
歌詞のくだりには“（貪欲な）豚みたいな真似はつつしもう!!”とあるがジョンは自分勝手な事をすることは革命を破綻させる事に繋がると感じていたのだろう。自分勝手なこと＝（イコール）豚みたいな真似として戒めていたようである。